# دمشاو هاشم
قرية دمشاو هاشم هي إحدى القرى التابعة لمركز المنيا بمحافظة المنيا في جمهورية مصر العربية. حسب إحصاءات سنة 2006، بلغ إجمالي السكان في دمشاو هاشم 9493 نسمة، منهم 4966 رجلا و4527 امرأة.